# Scarabaeus gracai
Scarabaeus gracai là một loài bọ cánh cứng trong họ Bọ hung (Scarabaeidae).